# San José de Cúcuta
San José de Cúcuta (röviden Cúcuta) egy nagyváros Kolumbia északkeleti részén, Észak-Santander megye székhelye. Népessége 2005-ben megközelítette az 570 000 főt.

## Földrajz
A város Kolumbia északkeleti részén, Venezuela határán fekszik, a környező több ezer méter magas hegyek között kanyargó Pamplonita folyó 25 km széles völgyében, a tenger szintje felett körülbelül 320 méterrel. A nappali átlaghőmérséklet 35 °C, az éjjeli 23 °C, az éves csapadékmennyiség átlaga 1041 mm. A legszelesebb hónap az augusztus.

## Népesség
Ahogy egész Kolumbiában, a népesség növekedése Cúcutában is gyors, ezt szemlélteti az alábbi táblázat:
| Év   | Lakosság |
| ---- | -------- |
| 1985 | 365 798  |
| 1993 | 459 640  |
| 2005 | 567 664  |

## Történet

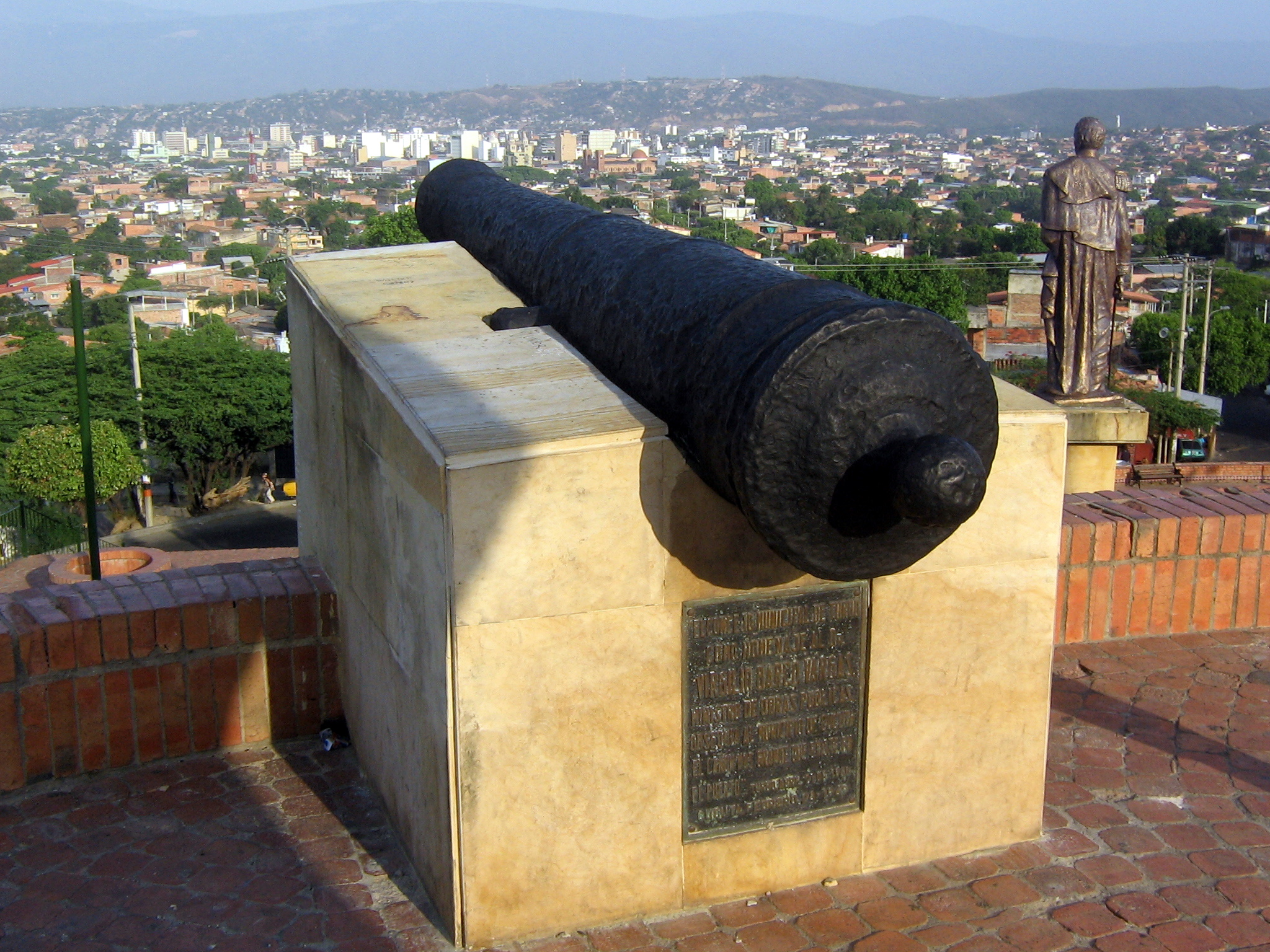
A cúcutai csata emlékműve

A település hivatalosan 1733. június 17-én alakult meg a Juana Rangel de Cuellar által adományozott 782 hektárnyi területen, amihez 1850. szeptember 21-én a cádizi származású Juan Atalaya újabb 967 hektárt adott hozzá.
A függetlenségi háború idején, 1813. február 28-án itt vívták a cúcutai csatát, amellyel megkezdődött Simón Bolívar Venezuelát felszabadító, úgynevezett csodálatos hadjárata (Campaña Admirable). 1821-ben a városban tartották (a Casa de Santander házban) a cúcutai kongresszust, ahol megalkották a cúcutai alkotmányt, amellyel létrejött a mai Kolumbiát, Venezuelát, Panamát és Ecuadort is magába foglaló Nagy-Kolumbia rövid életű államalakulata.

## Turizmus, látnivalók
Cúcutában több régi műemlék épület is áll. Vallási épületei közül kiemelkedik a székesegyház épülete. A mai Julio Pérez Ferrero-könyvtár épületében korábban kórház működött, de azt a földrengés elpusztította, majd 1886-tól kezdve építették újjá. A kormányzati palota 1914-ben épült, egy tűzvész után 1989-ben újították fel, és jelentős még a községi palota, valamint egy díszes óratorony is.
Számos emlékmű is díszíti a város utcáit, tereit: a Bolívar-oszlopot 1882-ben állították a dél-amerikai szabadsághős, Simón Bolívar emlékére, 1923-ban pedig emlékoszlopot kapott José Fulgencio Padilla, a maracaibói tengeri csata győztes fővezére is. Nagyméretű szobor emlékezik meg Jézus Krisztusról, valamint 1968 óta a motilón indiánokról is. Az egyik vasútállomáson egy régi mozdonyt is kiállítottak, ezenkívül létesült egy emlékmű a testvériségnek is, 1998-ban pedig Arnulfo Briseño, egy híres helyi zeneszerző emlékére is állítottak egy fémszobrot.

## Sport
A város nagy múltú labdarúgócsapata a piros–fekete klubszínekkel rendelkező, de jelenleg csak a másodosztályú bajnokságban szereplő Cúcuta Deportivo.